# 别拉洪乡
别拉洪乡，是中华人民共和国黑龙江省佳木斯市抚远市下辖的一个乡镇级行政单位。

## 行政区划
别拉洪乡下辖以下地区：
民丰村、民富村、向阳一队、向阳二队、向阳三队、向阳四队和向阳五队。